# Storytel
Storytel AB – szwedzka usługa subskrypcji strumieniowej audiobooków z siedzibą w Sztokholmie w Szwecji. Usługa Storytel jest dostępna w ponad 20 krajach.

## Historia
Storytel został założony w 2006 roku przez Jonasa Tellandera i Jona Haukssona.
W 2016 roku firma kupiła największego szwedzkiego wydawcę książek, Norstedts förlag.
W 2017 roku Storytel rozszerzył swoje usługi na Rosję, Hiszpanię, Indie i Zjednoczone Emiraty Arabskie.
W lipcu 2020 r. nabył 70 procent udziałów w islandzkim wydawnictwie Forlagið, a w styczniu 2021 r. przekroczył 1,5 miliona płatnych subskrybentów.